# 呂久村
呂久村（ろくむら）は、かつて岐阜県本巣郡に存在した村である。
現在の瑞穂市呂久に該当する。
発足時は大野郡の村であったが、大野郡の分割により本巣郡の村となっている。
地名は、かつてこの地域の揖斐川の河道が極端に湾曲しており、轆轤のようだったことからという。現在の瑞穂市呂久は揖斐川の右岸と左岸に分かれているが、これは、大正時代の木曽川上流改修工事により、揖斐川が新たな河道に変わったためである。旧河道の湾曲部の跡は、揖斐川右岸の瑞穂市と神戸町の境界線として残っている。

## 歴史
- 1889年（明治22年）7月1日 - 町村制により呂久村が発足。
- 1897年（明治30年）4月1日[3] - 大野郡が分割されて、揖斐郡と本巣郡の一部となる。当村は本巣郡となる。
- 1897年（明治30年）4月1日 - 古橋村、宝江村、横屋村、中宮村と合併し、鷺田村発足。同日呂久村は廃止となる。

## 教育
- 呂久小学校（1924年に横屋小学校と統合し鷺田小学校呂久分校。1926年に廃校。）